# Château La Tour-Carnet
Koordinaten: 45° 8′ 48,1″ N, 0° 47′ 38,5″ W

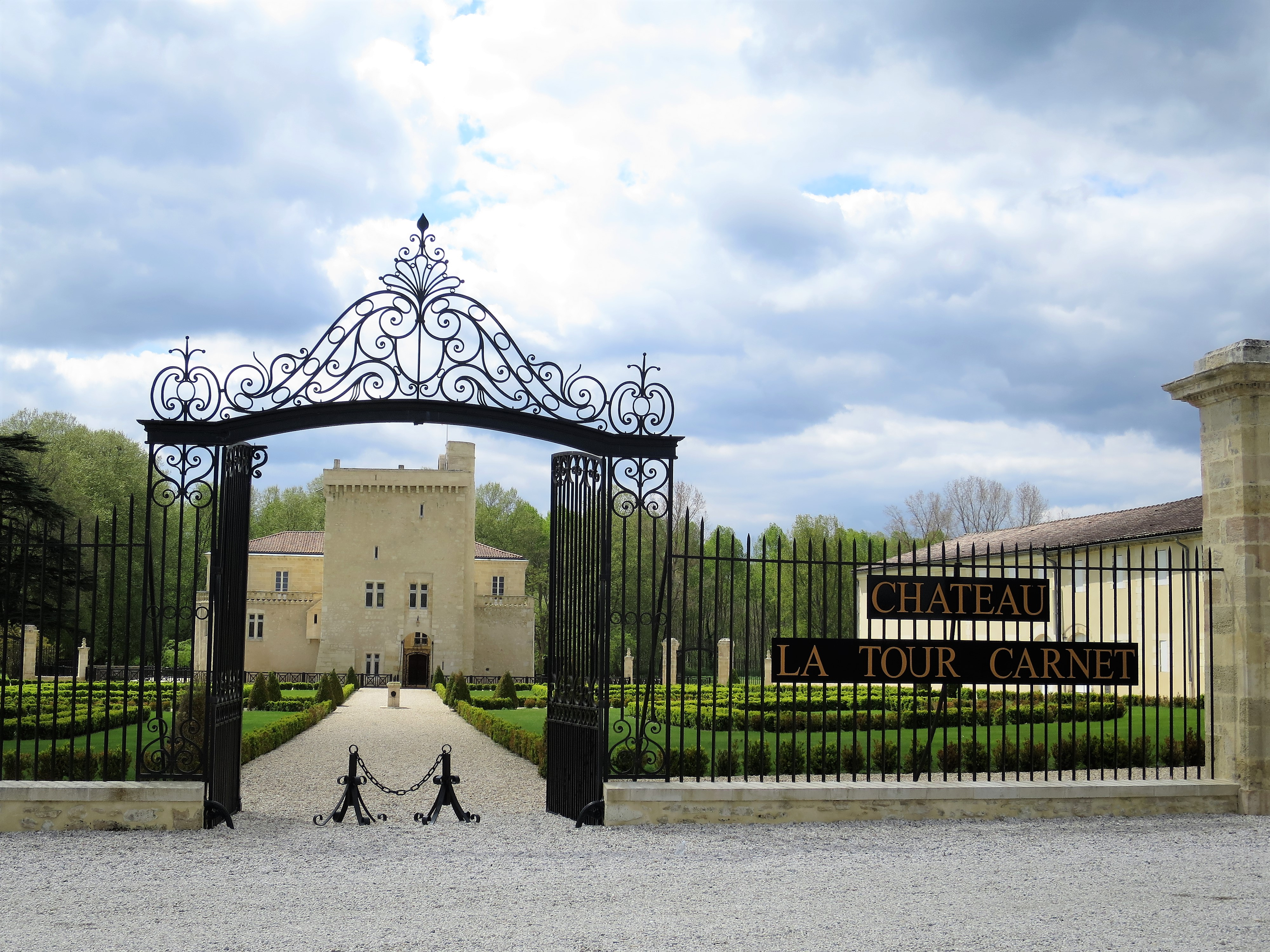
Eingang zum Château La Tour Carnet.

Das Château La Tour-Carnet ist ein bekanntes Weingut von Bordeaux. Seit der Klassifikation von 1855 ist das Weingut als Quatrième Grand Cru Classé eingestuft (vierte Stufe der Klassifikation).
Das Gut liegt in Saint-Laurent-Médoc in der Appellation Haut-Médoc, es ist mit ca. 48 Hektar mittelgroß. 50 % der Fläche ist mit der Rebsorte Cabernet Sauvignon, 39 % mit Merlot und 11 % mit Cabernet Franc bestockt. Das Gut erzeugt in mittleren Jahren ca. 180.000 Flaschen Wein der ersten Qualität.
Hervorzuheben sind die jüngeren Jahrgänge 2000 und 2001, die nach langer Qualitätspause aufgrund von Besitzerwechsel und Neubepflanzungen nun wieder guten Rotwein zeigen.
Der Zweitwein des Guts heißt Les Douves de Carnet.

## Der Wein

### Weinbereitung
Im Château La Tour-Carnet gelten die Qualitätsmaßstäbe der großen Bordeaux. Das mittlere Alter der Reben liegt bei 24 Jahren, der Ertrag pendelt um die 40 – 45 hl/ha. Die Trauben werden von Hand gelesen, entrappt und im Keller nochmals mehrfach nachsortiert. Die Gärung findet heute wieder zu 70 Prozent in 18 Eichenbottichen von je 70 hl statt. Die Dauer der Gärung beträgt bei kontrollierter Temperatur 8 bis 9 Tage. Zur Erhöhung der Konzentration wird die Methode des Saignée eingesetzt. Der Tresterhut wird bei der Maischegärung eingetaucht und mehrmals aufgelockert. Auch wenn die Maischestandzeit auf 25 bis 30 Tage verlängert wurde, wird nach wie vor eher Finesse als Konzentration angestrebt.

### Ausbau
Der Wein wird zügig und ohne Filterung in Barriquefässer transferiert, wo er 18 Monate lang verbleibt. Verwendet wird jährlich zu 50 Prozent erneuertes neues Holz. Alle drei Monate wird der Wein abgezogen. Geschönt wird mit Eiweiß und die Flaschenabfüllung erfolgt mit einer schonenden Filterung. Der im Jahr 2001 umgestaltete Flaschenkeller wurde so konzipiert, dass der Wein ausschließlich mittels der Schwerkraft abgefüllt werden kann. Insgesamt werden jährlich rund 180.000 Flaschen Château La Tour-Carnet und 110.000 Flaschen des Zweitweines Les Douves de Carnet erzeugt.

## Geschichte
Ursprünglich wurde der Landbesitz Château de Saint-Laurent genannt. Einen großen Schub erhielt Bordeaux im Jahr 1152: Durch die Heirat von Henry Plantagenet, des späteren Königs Heinrich II. von England, mit Eleonore, der Erbin von Aquitanien, geriet ein großer Teil Westfrankreichs unter britische Herrschaft. Das befestigte Anwesen gehörte ab dem 12. Jahrhundert den Engländern. Bereits im 13. Jahrhundert lag die Gemeinde Saint-Laurent im Einflussgebiet des Hauses Foix. Bei der Unterwerfung Bordeaux durch die französische Krone im Jahr 1451 lehnte Jean de Foix und sein Rittmeister Carnet eine Unterwerfung ab. Nach dem Tod von Jean de Foix verwaltete der Rittmeister Carnet das Anwesen ab 1486, konnte aber seine Zerstörung nicht verhindern.
Château de Saint-Laurent gehörte anschließend einer Fülle von Besitzern, unter anderem Thibault de Carmaing, Schwager von Michel de Montaigne.

### Die Familie Luetkens
Der im Jahr 1685 eingewanderte deutsche Kaufmann Heinrich Luetkens begann kaum 10 Jahre später mit dem Erwerb landwirtschaftlicher Nutzflächen im Bereich des Médoc. Nach der französischen Revolution erwarb dessen Enkel Charles Luetkens (1744–1801) Château de Saint-Laurent. Charles war bereits conseiller du Roi (königlicher Rat) und Rittmeister und kam durch den Erwerb in den Genuss des Titels eines Seigneurs de Tour-Carnet. Ihm gehörten bereits Teile des heutigen Château Saint-Pierre. Zur Zeit der Bordeaux-Klassifizierung stand Château La Tour-Carnet unter der Leitung von Angélique Raymond, der Ehefrau von Jean-Jacques Luetkens. Jean-Jacques, Sohn von Charles, galt als der reichste der Deutschen in Bordeaux. Ab 1861 führte Charles-Oscar de Luetkens die Geschicke des Weinguts. Durch die Reblauskatastrophe, den Echten Mehltau sowie die beiden Weltkriege geriet das Gut in eine tiefe Krise.
Im Jahr 1962 erwarb Louis Lipschitz das Château La Tour-Carnet. Das heruntergewirtschaftete Gut verfügte zu diesem Zeitpunkt über lediglich 5 Hektar Ertragsfläche. Lipschitz widmete sich der Renovierung der Gebäude sowie der Neuanpflanzung aufgegebener Rebparzellen. Ab 1978 setzte seine Tochter Marie-Claire Pelegrin die Arbeit fort.
Im Jahr 1999 übernahm Bernard Magrez das Weingut.